# 2 Tesalonicenses 3

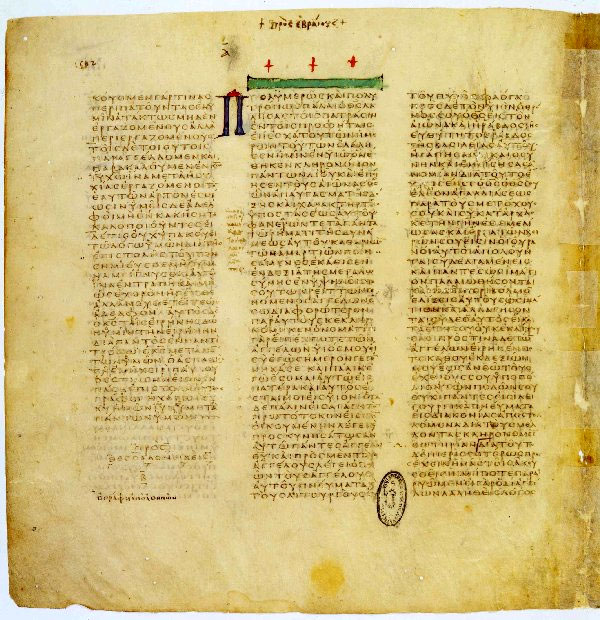
Segunda Epístola a los Tesalonicenses.

 2 Tesalonicenses 3 es el tercer capítulo de la Segunda epístola a los tesalonicenses o 2.ª de Tesalonicenses,  también conocida como Segunda Carta a los tesalonicenses que es uno de los veintisiete libros que conforman el Nuevo Testamento cristiano. Así mismo, es una de las trece epístolas atribuidas, por la tradición, a Pablo de Tarso, una de las siete menores.Es probable que se encuentre entre las primeras de las cartas de Pablo, escritas probablemente a finales del año 52 d. C. Las catorce epístolas de Pablo de Tarso se dividen tradicionalmente en siete mayores y siete menores, en razón de su longitud e importancia.

## Manuscritos más antiguos que se conservan
El manuscrito original de esta carta se ha perdido, al igual que más de un siglo de copias. Las texto de los manuscritos supervivientes varía. Los manuscritos supervivientes más antiguos que contienen parte o la totalidad de este libro incluyen:
- Papiro 46 (c. 200 d. C.)
- Papiro 65 (siglo III)
- Codex Vaticanus (325-350)
- Códice Sinaítico (330-360)
- Codex Alexandrinus (400-440)
- Codex Ephraemi Rescriptus (c. 450)
- Codex Freerianus (c. 450)
- Codex Claromontanus (c. 550)

## Contenido
El capítulo tiene 18 versículos, su tema central y principal es la perseverancia en el camino emprendido y contiene los tres siguientes apartados:
- El progreso de la palabra de Dios. Versículos 1-5.
- Trabajar con constancia. Versículos 6-15.
- Conclusiones y saludos. Versículos 16-18.

Desde el principio hasta el final la carta se centra en algunas cuestiones sobre el comportamiento que deben seguir los tesalonicenses y, en especial, sobre el trabajo.

## El progreso de la palabra de Dios. Versículos 1-5.
1-Por lo demás, hermanos, orad por nosotros para que la palabra del Señor avance con rapidez y alcance la gloria, como ya sucede entre vosotros, 
2-y para que nos libremos de los hombres perversos y malvados: pues no todos tienen fe. 
3-Pero el Señor sí que es fiel y Él os mantendrá firmes y os guardará del Maligno. 
4-En cuanto a vosotros, tenemos la confianza en el Señor de que cumplís y que seguiréis cumpliendo lo que os ordenamos. 
5-Que el Señor dirija vuestros corazones hacia el amor de Dios y la paciencia de Cristo.

### Comentarios
El Apóstol (…) los anima ahora a ofrecer oraciones a Dios por él, pero no para que Dios lo exima de los peligros que debe afrontar —pues éstos son consecuencia inevitable del ministerio que desempeña—, sino para que la palabra del Señor avance con rapidez y alcance la gloria.

La expresión «avance con rapidez y alcance la gloria» (v. 1), es una imagen tomada de los juegos del estadio, con gran tradición y seguimiento en toda Grecia: el vencedor en la carrera recibía la gloria del premio, generalmente una corona de laurel. La victoria y el premio de la palabra de Dios es que sea proclamada y aceptada por todo el mundo. En contraste con la infidelidad de algunos se hace una llamada a confiar en Dios (v. 3), que siempre es fiel. Pero exige nuestra correspondencia: Dios nos ha creado sin nosotros, pero no ha querido salvarnos sin nosotros.

## Trabajar con constancia. Versículos 6-15.
6-Hermanos, os ordenamos en nombre de nuestro Señor Jesucristo que os alejéis de todo hermano que ande ocioso y no conforme a la tradición que recibieron de nosotros. 
7-Pues vosotros sabéis bien cómo debéis imitarnos, porque entre vosotros no estuvimos ociosos; 
8-y no comimos gratis el pan de nadie, sino que trabajamos día y noche con esfuerzo y fatiga, para no ser gravosos a ninguno.
....
13-Vosotros, hermanos, en cambio, no os canséis de hacer el bien. 
14-Y si alguno no obedece lo que os decimos en nuestra carta, a ése señaladle y no tratéis con él, para que se avergüence; 
15-sin embargo, no lo consideréis como un enemigo, sino corregidle como a un hermano. 

### Comentarios
En Tesalónica, algunos creyentes habían dejado de trabajar, convencidos erróneamente de que la Parusía, o segunda venida de Cristo, estaba cerca. Ante esta situación, Pablo recordó su propio ejemplo de trabajo arduo y desinteresado durante su estancia en esa comunidad, pues él se esforzó por ganarse el sustento sin ser una carga para nadie. Este ejemplo de Pablo debía inspirar a los tesalonicenses: los cristianos están llamados a cumplir con responsabilidad sus obligaciones en el mundo, siempre impregnando su labor con los valores del Evangelio.

La propia fe es un motivo que les obliga al más perfecto cumplimiento de todas ellas según la vocación personal de cada uno. 

Ésta debe ser la actuación de cualquier cristiano responsable: trabajar con seriedad para dar gloria a Dios, atender las necesidades de la propia familia y servir también a los demás hombres.

Cada uno en su tarea, en el lugar que ocupa en la sociedad ha de sentir la obligación de hacer un trabajo de Dios, que siembre en todas partes la paz y la alegría del Señor.

## Conclusiones y saludos. Versículos 16-18
16-Que Él, el Señor de la paz, os conceda la paz siempre y en todo. El Señor esté con todos vosotros. 
17-El saludo es de mi puño y letra, Pablo. Ésta es la señal en todas mis cartas; así es como escribo. 
18-La gracia de nuestro Señor Jesucristo esté con todos vosotros.

### Comentarios
En tiempos antiguos, era común que las cartas fueran dictadas a un amanuense o secretario, quien las escribía en nombre del remitente. Pablo adoptó esta práctica en sus escritos, pero solía agregar al final unas palabras de su puño y letra como gesto de cercanía y para certificar la autenticidad de la carta. En varias de sus epístolas, estas palabras finales se convirtieron en expresiones de saludo o bendición que luego pasaron a formar parte de los saludos litúrgicos en la Iglesia, manteniendo viva la tradición de su mensaje.